# آنا فيرنر
آنا فيرنر (بالألمانية: Anna Bullard-Werner) (و. 1992 – م) هي ممثلة، وممثلة أفلام، من ألمانيا.

## وصلات خارجية
- آنا فيرنر على موقع IMDb (الإنجليزية)
- آنا فيرنر على موقع ألو سيني (الفرنسية)
- آنا فيرنر على موقع قاعدة بيانات الفيلم (الإنجليزية)
- آنا فيرنر على موقع كينوبويسك (الروسية)